# Esthela Damián Peralta
Esthela Damián Peralta (Chilpancingo de los Bravo, Guerrero; 8 de agosto de 1972) es una política mexicana, ha sido diputada a la Asamblea del Distrito Federal y diputada federal y Diputada Constituyente de la Ciudad de México, participó como candidata a jefa delegacional de la delegación Venustiano Carranza en 2015 y hasta el mes de octubre de 2017 se desempeñó como Coordinadora de la Comisión Operativa Estatal de Movimiento Ciudadano en la Ciudad de México.
Esthela Damián es licenciada en derecho, egresada de la Universidad Autónoma de Guerrero, cuenta con seminarios en Contaduría así como diplomados en Administración Pública, Derecho Electoral y Desarrollo Humano. Dentro de la Administración Pública se desempeñó como: directora general de Desarrollo Social, Directora de la Territorial “Los Arenales”, Subdirectora de Recursos Materiales y Jefa de la Unidad Departamental de Establecimientos Mercantiles y Espectáculos Públicos, en la Delegación Venustiano Carranza.
En el ámbito político y como militante del Partido de la Revolución Democrática fue Presidenta del Comité Ejecutivo Delegacional en Venustiano Carranza y representante electoral del Distrito XI ante el Instituto Electoral del Distrito Federal para las elecciones locales del año 2003, además de ser Congresista Nacional, Consejera Estatal y Consejera Delegacional Vitalicia.

## Trayectoria legislativa
Diputada a la ALDF (2006 - 2009)
Diputada por mayoría relativa para ocupar el cargo de diputada local por el Distrito XI en la IV Legislatura de la Asamblea Legislativa del Distrito Federal de 2006 a 2009, ocupando la presidencia de la Comisión de Vigilancia de la Contaduría Mayor de Hacienda de la ALDF y siendo además integrante de las Comisiones de Juventud, Equidad y Género, Fomento Económico, del Comité de Capacitación y de la Comisión Especial del caso Coyoacán.
Diputada Federal (2009 - 2012)
Electa diputada federal por el IX Distrito Electoral Federal del Distrito Federal a la LXI Legislatura de  2009 a 2012 y en donde desempeña el cargo de Presidenta de la Comisión de Vigilancia de la Auditoría Superior de la Federación, además de integrar las Comisiones Ordinarias de la Defensa Nacional y de la Función Pública así como la Comisión Especial para Analizar el Presupuesto de Gastos Fiscales.
Diputada a la ALDF (2012 - 2015)
En las elecciones de 2012 resultó elegida por el X  Distrito Electoral en el Distrito Federal ubicado en Venustiano Carranza.
En su cargo como diputada local, se desempeñó como presidenta de la Comisión De presupuesto y cuenta pública.
Ante esto en las elecciones federales de 2015 fue candidata a la delegación Venustiano Carranza por movimiento ciudadano.
Asamblea Constituyente (2016 - 2017)
Como Diputada de la Asamblea Constituyente de la Ciudad de México fue secretaria de la Comisión de Buen Gobierno, Combate a la Corrupción y régimen de responsabilidad de los servidores públicos, en el cual presentó  importantes iniciativas como la eliminación del fuero en la Ciudad.
También fue impulsora de temas relevante para la Ciudad como: la regulación de la canabis para uso medicinal, derechos de los trabajadores no asalariados, protección a los animales y herramientas de participación ciudadana.
 Directora General del Sistema para el Desarrollo Integral de la Familia de la Ciudad de México
Nombrada por la Jefa de Gobierno de la Ciudad de México.

## Renuncia a Movimiento Ciudadano
El 17 de octubre de 2017  presentó su renuncia al partido por estar en desacuerdo con el Frente Ciudadano Por México que impulsó una alianza con el PAN y el PRD para las elecciones nacionales y locales del 2018. Argumentó que no compartía la idea de darle otra oportunidad al Partido Acción Nacional quien ya gobernó el país durante 12 años y criticó a lo que llamó "pseudo izquierda".